# Ministérios da Suécia

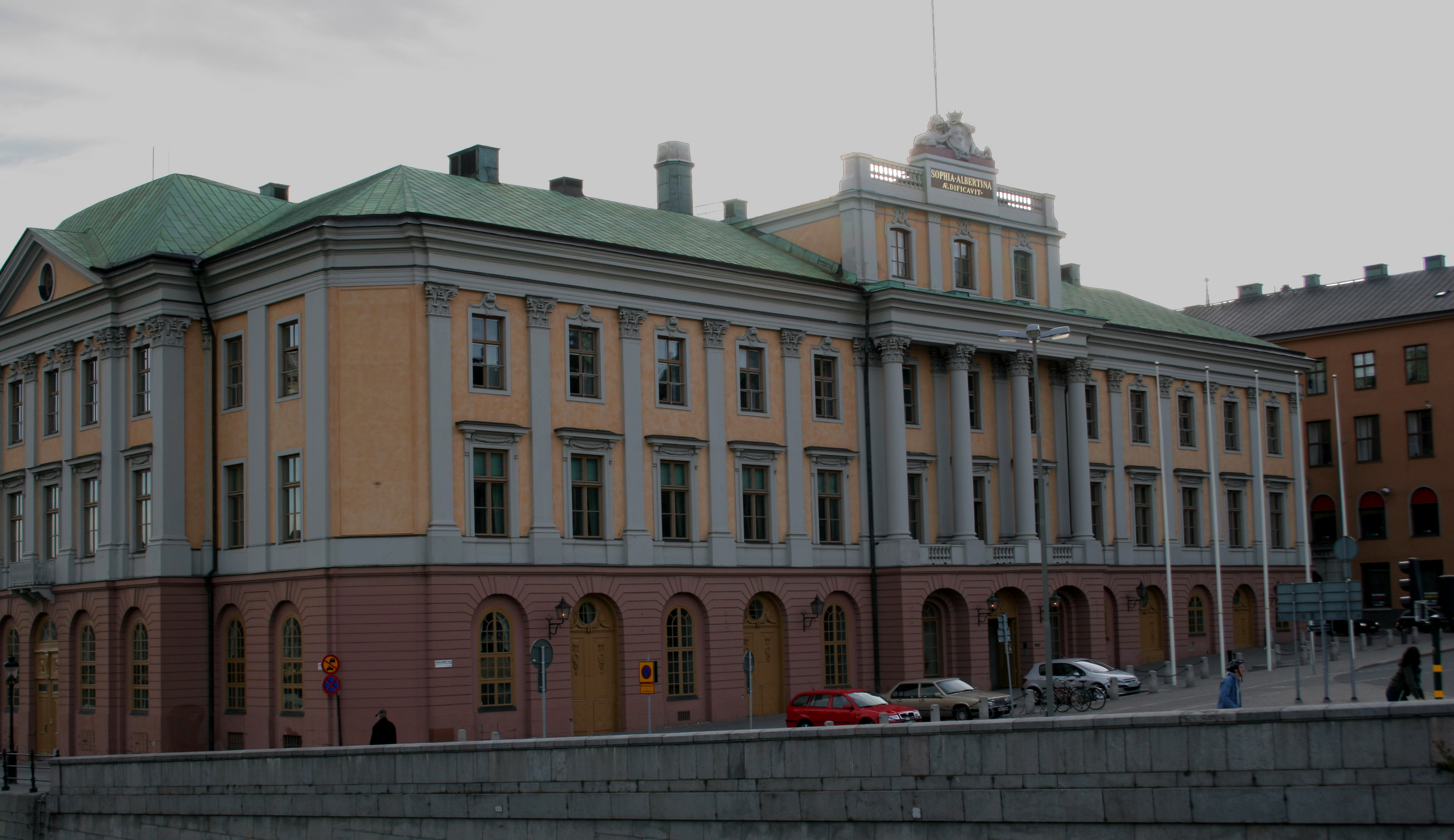
Ministério do Exterior da Suécia
Fotografia: Tage Olsin.

A Suécia tem 10 ministérios (departement) no ano de 2023.
Tradicionalmente, os ministérios da Suécia (e da Finlândia) são de pequena dimensão, quando comparados com os dos outros países, e têm funções reduzidas. No total, contam com cerca de 4.600 pessoas, das quais 200 são politicamente nomeadas e as restantes são funcionários permanentes independentes das mudanças políticas. Em compensação, as agências governamentais suecas podem ser relativamente grandes, e são elas que se ocupam da maior parte das tarefas administrativas do Estado.
Enquanto os ministérios desempenham funções de decisão política, as agências governamentais desempenham funções de execução dessas decisões.  
Cada ministério é dirigido por um chefe de ministério (departementschef) e pode abrigar ainda outros ministros. Os ministros são nomeados pelo primeiro Ministro, e têm o título de (statsråd), sendo informalmente chamados de minister. Os ministros são por sua vez coadjuvados por secretários de estado (statssekreterare). As agências governamentais são dirigidas por diretores-gerais (generaldirektör). 
O Ministério das Relações Exteriores é diferente dos outros, e mais parecido com os congéneres dos outros países. 
O Governo Kristersson optou em 2022 pelos seguintes ministérios:

- Ministério da Justiça (Justitiedepartementet)
- Ministério do Exterior (Utrikesdepartementet)
- Ministério da Defesa (Försvarsdepartementet)
- Ministério da Saúde e Assuntos Sociais (Socialdepartementet)
- Ministério das Finanças (Finansdepartementet)
- Ministério da Educação (Utbildningsdepartementet)
- Ministério da Cultura (Kulturdepartementet)
- Ministério do Mercado de Trabalho (Arbetsmarknadsdepartementet)
- Ministério do Desenvolvimento Rural e das Infraestruturas (Landsbygds- och infrastrukturdepartementet)
- Ministério do Clima e da Economia (Klimat- och näringslivsdepartementet)